# Lluís el Tartamut
Lluís II de França dit el Quec o el Tartamut - Louis II le Bègue (francès) - (846 - Compiègne, 879) fou un rei carolingi, fill gran de Carles el Calb. Va ser rei d'Aquitània a partir de 867 i succeí el seu pare com a rei de França el 877.
Fill de l'emperador Carles II el Calb i de la seva esposa Ermentruda d'Orleans, nasqué el dia 1 de novembre del 846.
Revoltat contra el seu pare el 862, es va aliar a Pipí II d'Aquitània i als bretons rebels, però va ser sotmès ràpidament, i fou perdonat. Mort el seu germà Carles l'Infant el 29 de desembre del 866, el seu pare el va designar com a nou rei d'Aquitània i el va fer coronar a la meitat de quaresma del 867 en un palau reial a la vora del Loira anomenat Bellus Pauliacus. Els senyors d'Aquitània el van reconèixer i el seu pare li va disposar diversos oficials al seu servei entre els quals Bernat Plantapilosa comte d'Alvèrnia, si bé LLuís va restar al seu costat sense poder anar a Aquitània, ja que no se'n refiava.
A l'assemblea de Servais a la Pasqua del 872, Carles el Calb va regular entre altres coses els afers del regne d'Aquitània i va decidir enviar a Lluís al regne i confiar-li l'administració però per assegurar-se que no faria res en contra seu li va adjudicar un ministre de plena confiança del qui depenia totalment. Aquest càrrec va ser concedit a Bosó de Vienne, el seu cunyat, el qual ja era duc de Lió, i al qui va nomenar camarlenc i mestre d'uixers (magister hostiariorum) del príncep. Com a paga per aquest treball de confiança li va donar el comtat de Bourges o el comtat de Berry, el qual havia estat anteriorment propietat d'un tal Gerard, però al qui el rei Carles havia desposseït. Per a l'administració d'Aquitània Bosó va tenir com adjunts a Bernat de Gòtia i a Bernat Plantapilosa del comtat d'Autun al qui es va donar el comtat d'Alvèrnia (potser per mort del fill Gueri, comte com a net del darrer Bernat I d'Alvèrnia, la filla del qual i mare de Guerí era l'esposa de Bernat Plantapilosa, i Bernat ja en devia ser el regent i administrador). Carles va enviar a Lluís acompanyat de Bosó a Bourges, la capital del regne.
A la mort del seu pare el 877, va ser coronat rei dels francs, per l'arquebisbe Hincmar de Reims el 8 de desembre del 877 a Compiègne, però no emperador. L'any 878, poc després de la seva coronació, es va aliar amb Bosó comte de Vienne i amb Hug, marquès de Nèustria, comte de Tours, d'Angers i d'Auxerre, abat laic de Saint-Germain d'Auxerre, de Saint-Julien d'Auxerre, de Saint-Aignan d'Orléans, de Saint-Riquier, de Saint-Bertin, de Saint-Martin de Tours, de Saint-Vaast d'Arras i de Sainte-Colombe de Sens, i arquebisbe de Colònia el 864. contra el rebel Bernat de Gòtia al qual va aconseguir sotmetre. L'11 de setembre del 878 el rei procedí a expropiar a Bernat dels seus honors. Thierry o Teodoric, el cambrer reial va rebre Autun; Plantapilosa el Berry i Septimània; i Guifré I d'Urgell i Cerdanya va rebre Barcelona i Girona, i el seu germà Miró el Vell de Conflent, el Rosselló. Bernat va resistir a Autun fins al 879.
Lluís II va morir a Compiègne el 10 d'abril del 879 i va ser succeït pels seus dos fills grans.

## Família
|  |                         |  |  |  |  |  |  |  |  |  |  |  |  |  |  |  |
|  | 16. Pipí el Breu        |  |  |  |  |  |  |  |  |  |  |  |  |  |  |  |
|  |                         |  |  |  |  |  |  |  |  |  |  |  |  |  |  |  |
|  |                         |  |  |  |  |  |  |  |  |  |  |  |  |  |  |  |
|  | 8. Carlemany            |  |  |  |  |  |  |  |  |  |  |  |  |  |  |  |
|  |                         |  |  |  |  |  |  |  |  |  |  |  |  |  |  |  |
|  |                         |  |  |  |  |  |  |  |  |  |  |  |  |  |  |  |
|  | 17. Bertrada de Laon    |  |  |  |  |  |  |  |  |  |  |  |  |  |  |  |
|  |                         |  |  |  |  |  |  |  |  |  |  |  |  |  |  |  |
|  |                         |  |  |  |  |  |  |  |  |  |  |  |  |  |  |  |
|  | 4. Lluís I el Piadós    |  |  |  |  |  |  |  |  |  |  |  |  |  |  |  |
|  |                         |  |  |  |  |  |  |  |  |  |  |  |  |  |  |  |
|  |                         |  |  |  |  |  |  |  |  |  |  |  |  |  |  |  |
|  | 9. Hildegarda           |  |  |  |  |  |  |  |  |  |  |  |  |  |  |  |
|  |                         |  |  |  |  |  |  |  |  |  |  |  |  |  |  |  |
|  |                         |  |  |  |  |  |  |  |  |  |  |  |  |  |  |  |
|  | 2. Carles II el Calb    |  |  |  |  |  |  |  |  |  |  |  |  |  |  |  |
|  |                         |  |  |  |  |  |  |  |  |  |  |  |  |  |  |  |
|  |                         |  |  |  |  |  |  |  |  |  |  |  |  |  |  |  |
|  | 10. Welf                |  |  |  |  |  |  |  |  |  |  |  |  |  |  |  |
|  |                         |  |  |  |  |  |  |  |  |  |  |  |  |  |  |  |
|  |                         |  |  |  |  |  |  |  |  |  |  |  |  |  |  |  |
|  | 5. Judit de Baviera     |  |  |  |  |  |  |  |  |  |  |  |  |  |  |  |
|  |                         |  |  |  |  |  |  |  |  |  |  |  |  |  |  |  |
|  |                         |  |  |  |  |  |  |  |  |  |  |  |  |  |  |  |
|  | 11. Hedwig de Baviera   |  |  |  |  |  |  |  |  |  |  |  |  |  |  |  |
|  |                         |  |  |  |  |  |  |  |  |  |  |  |  |  |  |  |
|  |                         |  |  |  |  |  |  |  |  |  |  |  |  |  |  |  |
|  | 1. Lluís II el Quec     |  |  |  |  |  |  |  |  |  |  |  |  |  |  |  |
|  |                         |  |  |  |  |  |  |  |  |  |  |  |  |  |  |  |
|  |                         |  |  |  |  |  |  |  |  |  |  |  |  |  |  |  |
|  | 6. Odó I d'Orleans      |  |  |  |  |  |  |  |  |  |  |  |  |  |  |  |
|  |                         |  |  |  |  |  |  |  |  |  |  |  |  |  |  |  |
|  |                         |  |  |  |  |  |  |  |  |  |  |  |  |  |  |  |
|  | 3. Ermentruda d'Orleans |  |  |  |  |  |  |  |  |  |  |  |  |  |  |  |
|  |                         |  |  |  |  |  |  |  |  |  |  |  |  |  |  |  |
|  |                         |  |  |  |  |  |  |  |  |  |  |  |  |  |  |  |

El 862 es va casar amb Ansgarda de Borgonya amb la que va tenir dos fills, Lluís III de França i Carloman II, i tres filles Gisela, Hildegarda i Ermentruda.
Separat de la seva muller, el 878 es va casar amb Adelaida de Friül amb la que va tenir, pòstumament, el futur Carles el Simple.